# O- (tidskrift)
O- var en litteraturtidskrift på Internet. Tidskriften startades av Elise Karlsson, Martina Lowden, Viktor Johansson och Therese Bohman 1 juli 2004. Tidningen lades ner 3 december 2007.
O- tilldelades pris av Föreningen för Sveriges kulturtidskrifter som årets nättidskrift 2006. Redaktionen redigerade och gav ut ett nummer av tidskriften Lyrikvännen 2006, Verskonstens ABC.

### Webbkällor
- "Snille och smak är en bra utgångspunkt" Expressen 2006-09-25 (Läst 2011-04-04)
- O- på tidskrift.nu